# Jocelyn Quivrin
Jocelyn Quivrin (Côte-d'Or, 14 de fevereiro de 1979 - Altos do Sena, 15 de novembro de 2009) foi um ator francês.